# Torekov

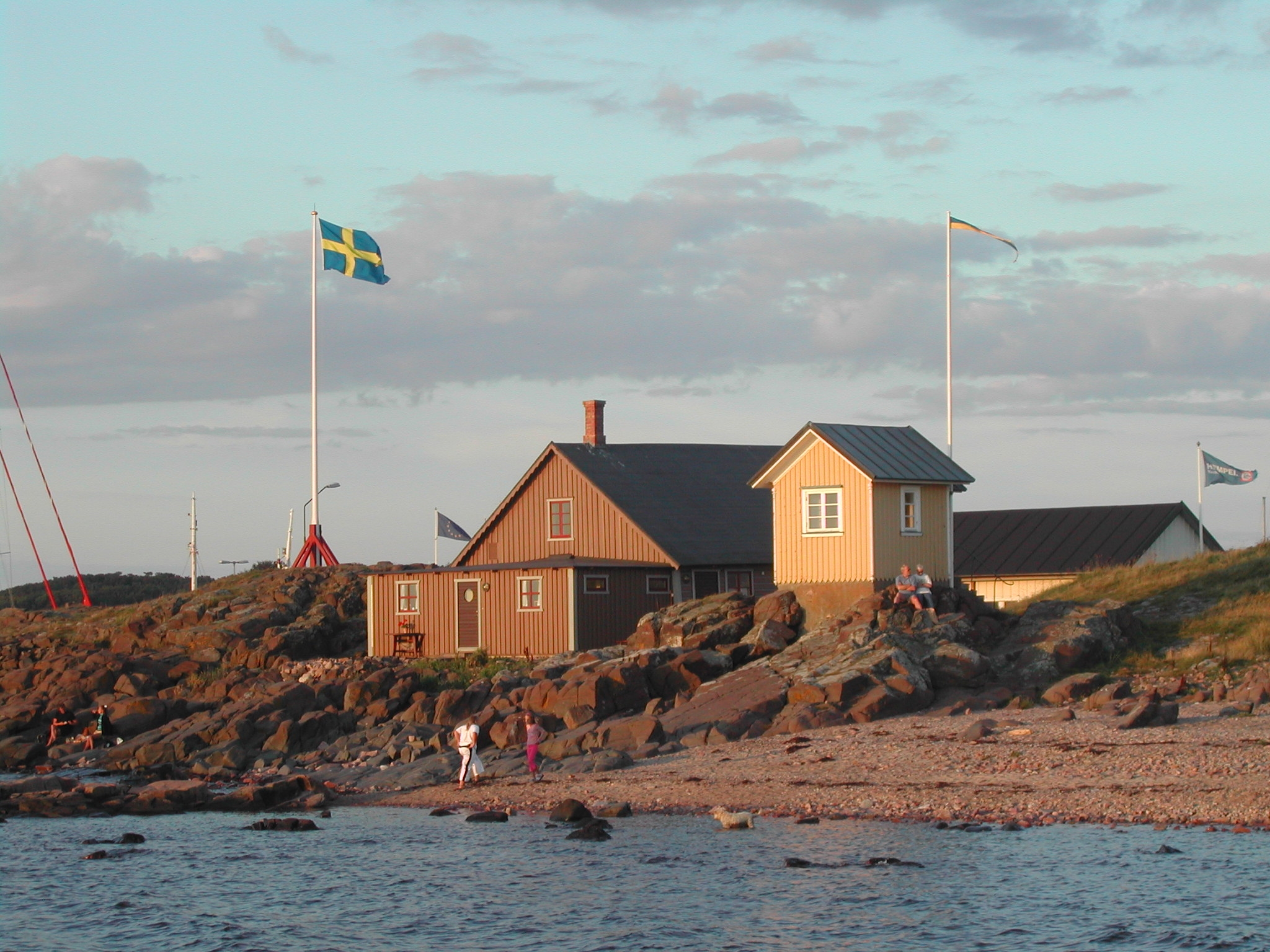
Varmbadhuset

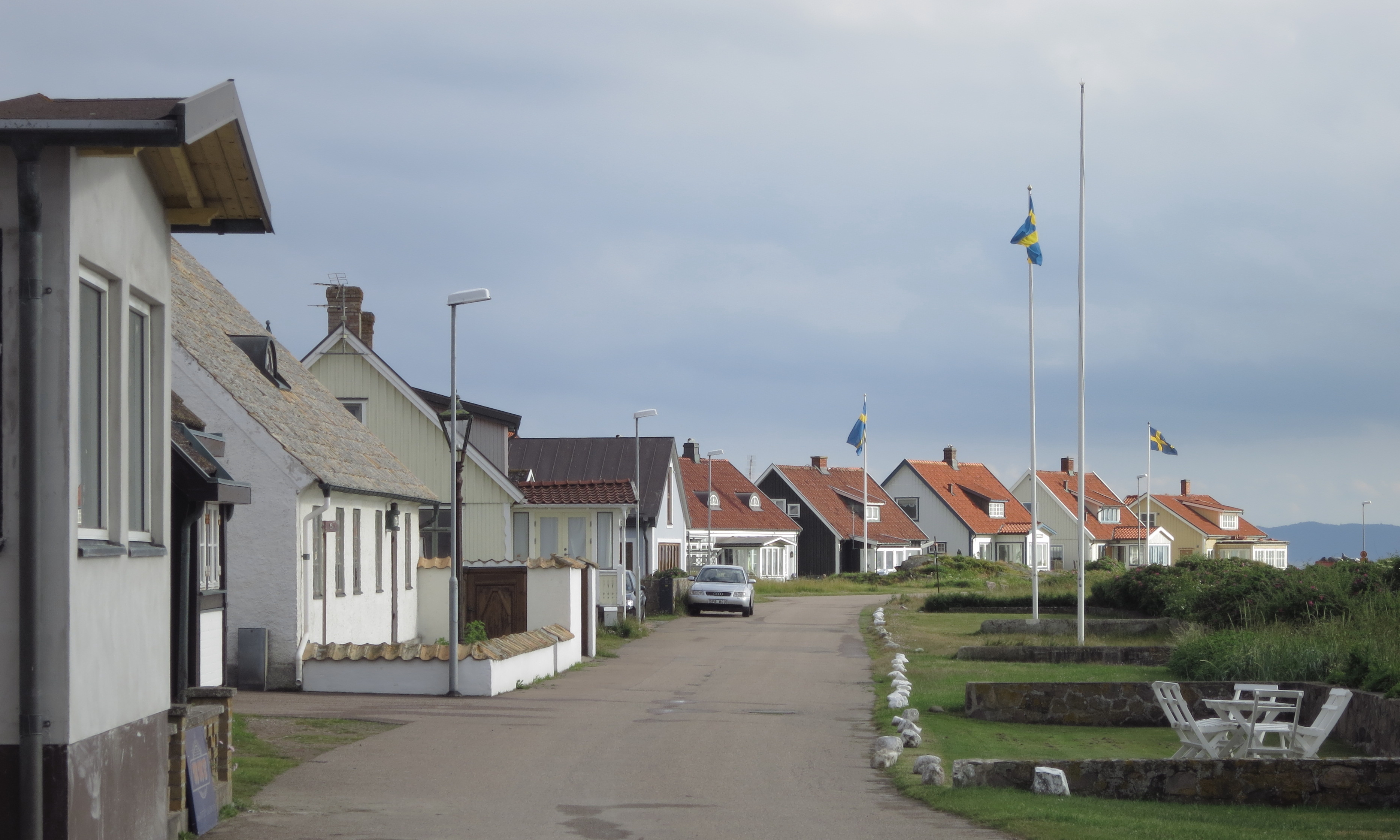
Gata längs havet

Torekov är en tätort i Båstads kommun i Skåne. Orten är belägen på västra kusten av Bjärehalvön med Hallands Väderö fyra kilometer i nordväst. Från att ha varit ett fiskeläge är Torekov numera kraftigt präglat av turism. 

## Historia
Enligt legenden åsyftar ortnamnet Sankt Tora, ett lokalt helgon som avbildas i Bjäre härads vapen. Egentligen avser namnet, som skrevs nästan likadant (Torekow) redan 1489, den lilla bukt vid vilken orten ligger. Thora tolkas som ’höjd’ och kove är ett dialektalt ord av gammalgermanskt ursprung med betydelsen ’koja’.  Samma betydelse återfinns i det engelska ordet 'cove' 
Torekov ligger i ett öppet landskap som hävdats i tusentals år och som en gång var centrum för en bronsålderskultur. I trakten finns mängder med fornlämningar, mest monumental är Dagshög.
Torekovs ursprungliga kyrka var uppförd 1344 och helgad åt jungfru Thora. År 1858 brann kyrkan ned tillsammans med 47 hus. Kyrkans grundmurar, 30 gånger 12 meter, finns bevarade i en park i centrala Torekov, cirka 500 meter väst om nuvarande kyrka. Grunden, som frilades 1942 och är 0,3–0,7 meter hög, visar att den var tvåskeppig och med koret beläget i sydöst. Nuvarande kyrka, Torekovs kyrka, uppfördes 1860–1863 efter ritningar av arkitekt Johan Adolf Hawerman. 
Den så kallade Torekovskompromissen slöts i Torekov 1971. Förhandlingarna mellan ledande politiker i Grundlagsberedningen skedde på Hotell Kattegatt. Socialdemokraterna beslutade tillsammans med de borgerliga partierna att monarkin skulle bestå, men att monarken fråntogs allt politiskt inflytande. 

### Administrativ historik
Torekov är kyrkby i Torekovs socken och ingick efter kommunreformen 1862 i Torekovs landskommun. I denna inrättades för orten 31 december 1879 Torekovs municipalsamhälle. Detta upplöstes vid årsskiftet 1951/1952 när landskommunen uppgick i Västra Bjäre landskommun. Orten ingår sedan 1971 i Båstads kommun. Genom kungligt brev befriades år 1899 invånarna från skyldigheten att organisera samhället som sådant och de municipala angelägenheterna kom därigenom att skötas av kommunen. Anledningen var att municipiet omfattade större delen av kommunen, varför det ansågs omotiverat att samhället skulle ha egna finanser. 

### Befolkningsutveckling
| Befolkningsutvecklingen i Torekov 1900–2020                                                              | Befolkningsutvecklingen i Torekov 1900–2020 | Befolkningsutvecklingen i Torekov 1900–2020 | Befolkningsutvecklingen i Torekov 1900–2020 | Befolkningsutvecklingen i Torekov 1900–2020 |
| --- | ------------------------------------------- | ------------------------------------------- | ------------------------------------------- | ------------------------------------------- |
| |                                             |                                             |                                             |                                             |
| År |                                             |                                             | Folkmängd                                   | Areal (ha)                                  |
| 1900 | 1900                                        |                                             | 403                                         | †                                           |
| 1960 | 1960                                        |                                             | 531                                         |                                             |
| 1965 | 1965                                        |                                             | 512                                         |                                             |
| 1970 | 1970                                        |                                             | 509                                         |                                             |
| 1975 | 1975                                        |                                             | 668                                         |                                             |
| 1980 | 1980                                        |                                             | 822                                         |                                             |
| 1990 | 1990                                        |                                             | 933                                         | 171                                         |
| 1995 | 1995                                        |                                             | 1 015                                       | 171                                         |
| 2000 | 2000                                        |                                             | 947                                         | 172                                         |
| 2005 | 2005                                        |                                             | 888                                         | 174                                         |
| 2010 | 2010                                        |                                             | 863                                         | 178                                         |
| 2015 | 2015                                        |                                             | 1 078                                       | 434                                         |
| 2020 | 2020                                        |                                             | 1 091                                       | 443                                         |
| Anm.: Sammanvuxen 2015 med småorten Perstorp och Svenstorp † Befolkning runt ett municipalsamhälle 1900. |                                             |                                             |                                             |                                             |

## Samhället
Torekov är ett pittoreskt fiskeläge med sneda gator, kaptensgårdar, fiskestugor och kullerstensgator som successivt har förvandlats till en modern turistort med hotell och restauranger. Med de ökade rekreationsmöjligheterna har huspriserna stigit. På Torekovs sjöfartsmuseum, beläget i aktern på den gamla skonerten Fram af Brantevik och det intilliggande Skjulet, förevisas bland annat galjonsfigurer och namnbrädor från fartyg som förlist utanför Bjärehalvöns kust och som enligt sägnen ska ha plundrats av Torekovsborna. Torekovs warmhusbad uppfördes 1876 och 1896 bildades Torekovs Badhusaktiebolag. Sedan dess har byggnaden upprustats och blivit ett byggnadsminne. Badhuset brann ner julafton 2019. Här ligger också Torekovs kyrka, liksom First Camp Torekov som är en av Skånes största campingplatser. I Torekov har det globala börsbolaget Nolato huvudkontor och produktionsenheter sedan 1938.
Från Torekov utgår turbåtar till Hallands Väderö.
Torekov hade tidigare ett bankkontor tillhörande Skandinaviska banken. Det lades ner år 1979.